# Eulàlia
|  | Per a altres significats, vegeu «Eulàlia (desambiguació)». |

Eulàlia és un nom propi femení que significa 'la ben parlada' en grec.
Al Principat de Catalunya, on hi ha una gran devoció per Santa Eulàlia, aquest nom s'ha utilitzat molt. Santa Eulàlia és patrona de Barcelona juntament amb a la Mare de Déu de la Mercè. A Espanya es difongué gràcies a Santa Eulàlia de Mèrida, com Santa Eulàlia de Barcelona fou una nena martiritzada a principis del segle iv.
Eulàlia fou un nom freqüent a l'Edat Mitjana, com ses formes antigues Olalla, Olaja i Olaya. S'estengué a països veïns com Espanya, Portugal i França. Des dels anys 60-70 ha anat perdent popularitat. Però els seus hipocorístics Laia i Olaia, han anat guanyant pes fins a convertir-se en noms de ple dret. Els darrers deu anys, Laia fa part dels cinquanta noms de nena més populars d'Espanya. La forma masculina, Eulali, està en desús.

## Festa onomàstica
La festa onomàstica es pot celebrar en el dia de Santa Eulàlia:
- Santa Eulàlia de Barcelona, verge i màrtir, 12 de febrer, patrona de Barcelona
- Eulàlia de Mèrida, verge i màrtir, 10 de desembre

## Variants
- Laia
- Olaia
- Lali (Diminutiu)

## Variants en altres llengües
- anglès: Eulalia
- espanyol: Eulalia, Olaya
- francès: Eulalie
- èuscar: Eulale, Olaia, Eulari
- gallec: Baia, Olalla, Olaia
- portuguès: Eulália

## Dades del cens espanyol
Inscrits com a Eulàlia (de cada mil nascuts) a la dècada:
- 2000: 251 (0,12‰)
- 1990: 339 (0,16‰)
- 1980: 724 (0,24‰)
- 1970: 1618 (0,41‰)
- 1960: 2625 (0,73‰)
- 1950: 2806 (0,97‰)
- 1940: 2857 (1,19‰)
- 1930: 3086 (1,54‰)
- 1920: 3175 (1,97‰)

Inscrits com a Eulàlia, Laia i Olaia (de cada mil nascuts) a la dècada:
- 2000: 10704 (5,19‰)
- 1990: 6851 (3,19‰)
- 1980: 5524 (1,85‰)
- 1970: 3588 (0,91‰)
- 1960: 2682 (0,75‰)
- 1950: 2822 (0,98‰)
- 1940: 2857 (1,19‰)
- 1930: 3086 (1,54‰)
- 1920: 3175 (1,97‰)

## Personatges famosos amb el nom d'Eulàlia
- Santa Eulàlia de Barcelona, patrona de la ciutat, màrtir.
- Santa Eulàlia de Mèrida, màrtir.
- Eulàlia Vintró
- Eulàlia Valldosera i Guilera, artista
- Eulàlia Grau, artista